# 유로비전 송 콘테스트 2024
유로비전 송 콘테스트 2024(영어: Eurovision Song Contest 2024, 스웨덴어: Eurovision Song Contest 2024)는 스웨덴 말뫼에서 개최되는 68번째 유로비전 송 콘테스트이며, 2024년 5월 8일부터 5월 11일까지 개최될 예정이다. 2023년 대회에서 스웨덴의 로린이 우승함에 따라 스웨덴에서 개최되며, 2013년 대회와 마찬가지로 말뫼 아레나(Malmö Arena)에서 열린다.

## 대회 진행
2024년 5월 7일에 세미파이널 1 무대를 시작으로 개막하며, 세미파이널 2는 5월 9일, 파이널 무대는 5월 11에 개최된다.

## 참가국
룩셈부르크가 31년만에 대회에 참가한다.

### 세미파이널 1
키프로스
 세르비아
 리투아니아
 아일랜드
 우크라이나
 폴란드
 크로아티아
 아이슬란드
 슬로베니아
 핀란드
 몰도바
 아제르바이잔
 오스트레일리아
 포르투갈
 룩셈부르크
 영국
 독일
 스웨덴(개최국)

### 세미파이널 2
몰타
 알바니아
 그리스
 스위스
 체코
 오스트리아
 덴마크
 아르메니아
 라트비아
 산마리노
 조지아
 벨기에
 에스토니아
 이스라엘
 노르웨이
 네덜란드(실격)
 프랑스
 스페인
 이탈리아